# Disengage (пісня)
Disengage (укр. Звільнення, відрив) — другий сингл гурту Suicide Silence з альбому No Time To Bleed. Сингл вийшов 20 квітня 2010 року. У травні був представлений відеокліп до пісні, на якому Suicide Silence грають у світлій кімнаті та Мітч Лакер повторює рухи краба. Відео також порівнюють з кліпом гурту Lamb of God на пісню «As the Palaces Burn».
Також є міксована версія пісні Камероном «Big Chocolate» Аргоном «Disengage (Big Chocolate Remix)»

## Треки
1. «Disengage» — 4:04
2. «Disengage (Big Chocolate Remix)» — 3:38

## Учасники запису
Suicide Silence
- Марк Хейлмун — гітара
- Кріс Гарса — ритм-гітара
- Ден Кенні — бас-гітара
- Мітч Лакер — вокал
- Алекс Лопес — ударні

Виробництво
- Продюсер — Machine
- Обкладинка — Joshua Belanger
- Продюсер відеокліпу — Thomas Mignone